# حكمة

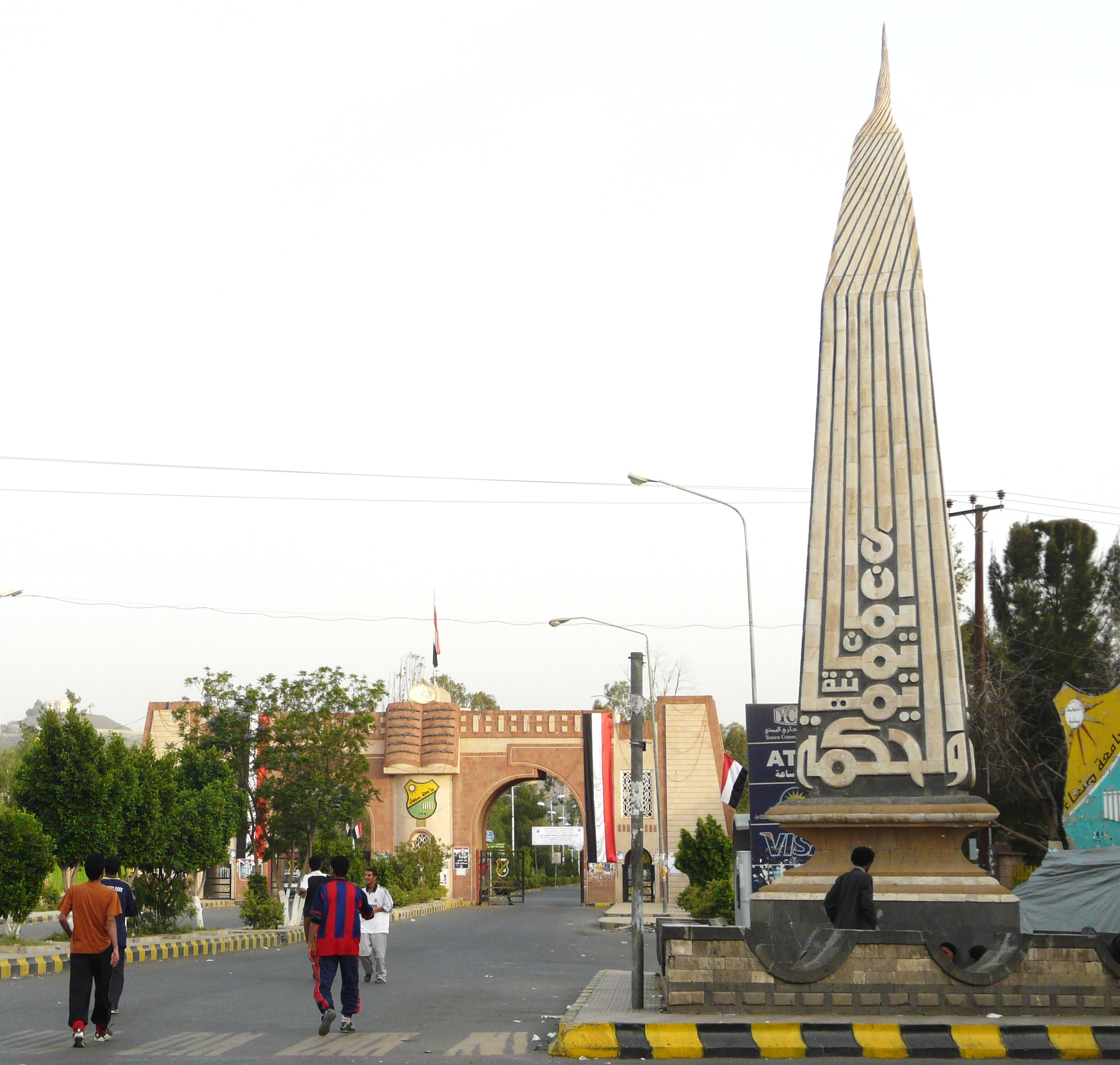
«الإيمان يماني والحكمة يمانية»

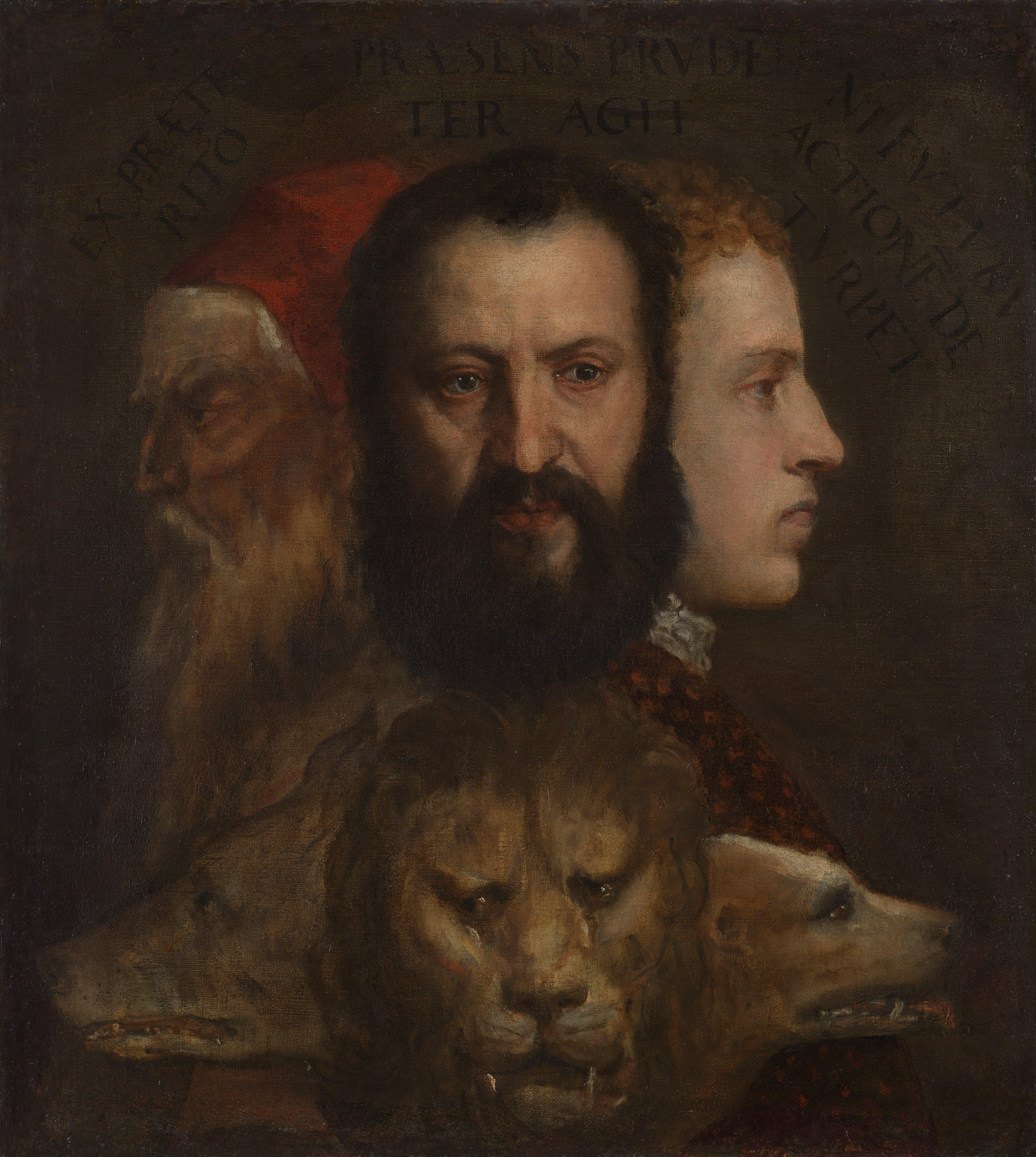
رمزية الحكمة بريشة تيتيان. المعرض الوطني ، لندن.

الحكمة علم يبحث فيه عن حقائق الأشياء على ما هي عليه في الوجود بقدر الطاقة البشرية، فهي علم نظري غير آلي. والحكمة أيضا هي هيئة القوة العقلية العلمية المتوسطة بين الغريزة التي هي إفراط هذه القوة، والبلادة التي هي تفريطها. وتجيء على ثلاثة معان: الأول الإيجاد، والثاني العلم. والثالث الأفعال المثلثة، كالشمس والقمر وغيرهما، وقد فسر ابن عباس، ، الحكمة في القرآن، بتعلم الحلال والحرام. وقيل الحكمة في اللغة العلم مع العمل. وقيل الحكمة يستفاد منها ما هو الحق في نفس الأمر بحسب طاقة الإنسان. وقيل كل كلام وافق الحق فهو حكمة، وقيل الحكمة هي الكلام المقول المصون عن الحشو. وقيل هي وضع شيء في موضعه. وقيل هي ما له عاقبة محمودة.
وأصل الحكمة في اللغة: ما أحاط بحَنَكَي الفرس، سُمِّيت بذلك؛ لأنَّها تمنعه من الجري الشَّديد، وتُذلِّل الدَّابَّة لراكبها، حتى تمنعها من الجِماح، ومنه اشتقاق الحِكْمَة؛ لأنَّها تمنع صاحبها من أخلاق الأراذل.
وأَحْكَمَ الأَمْرَ: أي أَتْقَنَه فاستَحْكَم، ومنعه عن الفساد، أو منعه من الخروج عمَّا يريد
وقال ابن القيِّم: «الحِكْمَة: فعل ما ينبغي، على الوجه الذي ينبغي، في الوقت الذي ينبغي».
وقال النَّووي: «الحِكْمَة، عبارة عن العلم المتَّصف بالأحكام، المشتمل على المعرفة بالله تبارك وتعالى، المصحوب بنفاذ البصيرة، وتهذيب النَّفس، وتحقيق الحقِّ، والعمل به، والصدِّ عن اتِّباع الهوى والباطل، والحَكِيم من له ذلك».
والحكيم هو شخصٌ عاقل يرجح الأمور نحو الصواب بما امتلكه من خبرات عبر تجاربه في الحياة. وقد شهد تاريخ الإنسانية العديد من الحكماء العرب وغير العرب، حيث تعتبر جزءاً من التقاليد والعادات التي يجب أن يراعيها الإنسان أثناء تأدية أعماله اليومية بغض النظر عن الدين والعرق والقومية. حيث عرف بعضهم أن الحكمة عمل ما ينبغي كما ينبغي في الوقت الذي ينبغي أي بما معناهُ وضع الأمور في نصابها، حيث هناك حكم اصلحت للتطبيق لمختلف العصور فكانت عميقة المعنى وبعض منها ما لا يصلح إلا زمن من الأزمنة فتكون سطحية المعنى وقد تأتي الحكمة في النثر والشعر.

## معاني الحكمة
تأتي كلمة «الحكمة» في القرآن بعدة معانٍ مختلفة، منها:
1- الحِكْمَة بمعنى السُّنَّة، وبيان الشَّرائع:
قال تعالى: ﴿رَبَّنَا وَابْعَثْ فِيهِمْ رَسُولاً مِّنْهُمْ يَتْلُو عَلَيْهِمْ آيَاتِكَ وَيُعَلِّمُهُمُ الْكِتَابَ وَالْحِكْمَةَ وَيُزَكِّيهِمْ إِنَّكَ أَنتَ العَزِيزُ الحَكِيمُ﴾ ~[البقرة: 129].
وقال تعالى: ﴿كَمَا أَرْسَلْنَا فِيكُمْ رَسُولاً مِّنكُمْ يَتْلُو عَلَيْكُمْ آيَاتِنَا وَيُزَكِّيكُمْ وَيُعَلِّمُكُمُ الْكِتَابَ وَالْحِكْمَةَ وَيُعَلِّمُكُم مَّا لَمْ تَكُونُواْ تَعْلَمُونَ﴾ ~[البقرة: 151].
قال ابن القيِّم: «الحِكْمَة في كتاب الله نوعان: مفردة، ومقترنة بالكتاب. فالمفردة فُسِّرت بالنُّـبُوَّة، وفُسِّرت بعلم القرآن. قال ابن عباس: هي علم القرآن ناسخه ومنسوخه، ومُحْكَمه ومُتَشَابهه، ومقدَّمه ومؤخَّره، وحلاله وحرامه، وأمثاله. وقال الضَّحاك: هي القرآن والفهم فيه. وقال مجاهد: هي القرآن، والعلم والفِقْه. وفي رواية أخرى عنه: هي الإصابة في القول والفعل. وقال النَّخعي: هي معاني الأشياء وفهمها. وقال الحسن: الورع في دين الله. كأنَّه فسَّرها بثمرتها ومقتضاها. وأما الحِكْمَة المقرونة بالكتاب، فهي السُّنَّة. كذلك قال الشافعي وغيره من الأئمة. وقيل: هي القضاء بالوحي، وتفسيرها بالسُّنَّة أعم وأشهر».
2- الحِكْمَة بمعنى النُّبُوَّة:
قال تعالى: ﴿فَهَزَمُوهُم بِإِذْنِ اللّهِ وَقَتَلَ دَاوُدُ جَالُوتَ وَآتَاهُ اللّهُ الْمُلْكَ وَالْحِكْمَةَ وَعَلَّمَهُ مِمَّا يَشَاء وَلَوْلاَ دَفْعُ اللّهِ النَّاسَ بَعْضَهُمْ بِبَعْضٍ لَّفَسَدَتِ الأَرْضُ وَلَـكِنَّ اللّهَ ذُو فَضْلٍ عَلَى الْعَالَمِينَ﴾ ~[البقرة: 251].
وقال تعالى: ﴿وَشَدَدْنَا مُلْكَهُ وَآتَيْنَاهُ الْحِكْمَةَ وَفَصْلَ الْخِطَابِ﴾ ~[ص: 20].
وقال تعالى: ﴿وَلَمَّا جَاء عِيسَى بِالْبَيِّنَاتِ قَالَ قَدْ جِئْتُكُم بِالْحِكْمَةِ وَلأُبَيِّنَ لَكُم بَعْضَ الَّذِي تَخْتَلِفُونَ فِيهِ فَاتَّقُوا اللَّهَ وَأَطِيعُونِ﴾ ~[الزخرف: 63].
3- الحِكْمَة بمعنى الفِقْه:
قال تعالى: ﴿يُؤتِي الْحِكْمَةَ مَن يَشَاء وَمَن يُؤْتَ الْحِكْمَةَ فَقَدْ أُوتِيَ خَيْرًا كَثِيرًا وَمَا يَذَّكَّرُ إِلاَّ أُوْلُواْ الأَلْبَابِ﴾ ~[البقرة: 269].
4- الحِكْمَة بمعنى الفَهْم، وحُجَّة العقل وفقًا للشَّريعة:
قال تعالى: ﴿وَلَقَدْ آتَيْنَا لُقْمَانَ الْحِكْمَةَ أَنِ اشْكُرْ لِلَّهِ وَمَن يَشْكُرْ فَإِنَّمَا يَشْكُرُ لِنَفْسِهِ وَمَن كَفَرَ فَإِنَّ اللَّهَ غَنِيٌّ حَمِيدٌ﴾ ~[لقمان: 12].
5- الحِكْمَة بمعنى العِظَة:
قال تعالى: ﴿حِكْمَةٌ بَالِغَةٌ فَمَا تُغْنِ النُّذُرُ﴾ ~[القمر: 5].

## درجات الحِكْمَة
الحكمة على ثلاث درجات:
- الدَّرجة الأولى: أن تعطي كلَّ شيء حقَّه ولا تعدِّيه حدَّه، ولا تعجِّله عن وقته، ولا تؤخِّره عنه.

لما كانت الأشياء لها مراتب وحقوق، تقتضيها شرعًا وقدرًا. ولها حدود ونهايات تصل إليها ولا تتعدَّاها. ولها أوقات لا تتقدَّم عنها ولا تتأخَّر، كانت الحِكْمَة مراعاة هذه الجهات الثلاث. بأن تُعطي كلَّ مرتبة حقَّها الذي أحقَّه الله بشرعه وقدره. ولا تتعدَّى بها حدَّها. فتكون متعديًا مخالفًا للحِكْمَة. ولا تطلب تعجيلها عن وقتها فتخالف الحِكْمَة. ولا تؤخِّرها عنه فتفوتها... فالحِكْمَة إذًا: فعل ما ينبغي، على الوجه الذي ينبغي، في الوقت الذي ينبغي... فكلُّ نظام الوجود مرتبط بهذه الصِّفة. وكلُّ خلل في الوجود، وفي العبد فسببه الإخلال بها. فأكمل النَّاس، أوفرهم نصيبًا. وأنقصهم وأبعدهم عن الكمال، أقلهم منها ميراثًا.
ولها ثلاثة أركان: العلم، والحلم، والأناة.
وآفاتها وأضدادها: الجهل، والطَّيش، والعجلة.
فلا حِكْمَة لجاهل، ولا طائش، ولا عجول.
- الدَّرجة الثَّانية: أن تشهد نظر الله في وَعْده، وتعرف عدله في حُكْمه. وتلحظ بِرَّه في منعه.

أي: تعرف الحِكْمَة في الوعد والوعيد، وتشهد حُكْمه كما في قوله: ))إِنَّ اللّهَ لاَ يَظْلِمُ مِثْقَالَ ذَرَّةٍ وَإِن تَكُ حَسَنَةً يُضَاعِفْهَا وَيُؤْتِ مِن لَّدُنْهُ أَجْرًا عَظِيمًا)) [النساء:40]، فتشهد عدله في وعيده، وإحسانه في وعده، وكلٌّ قائمٌ بحِكْمَته.
وكذلك تعرف عدله في أحكامه الشَّرعية، والكونيَّة الجارية على الخلائق، فإنَّه لا ظلم فيها، ولا حَيْف ولا جور، وكذلك تعرف بِرَّه في منعه. فإنَّه سبحانه هو الجَوَاد الذي لا ينقص خزائنه الإنفاق، ولا يَغِيض ما في يمينه سعَة عطائه. فما منع من منعه فضله إلَّا لحِكْمَة كاملة في ذلك.
- الدَّرجة الثَّالثة: أن تبلغ في استدلالك البصيرة، وفي إرشادك الحقيقة. وفي إشارتك الغاية.

فتصل باستدلالك إلى أعلى درجات العلم. وهي البصيرة التي تكون نسبة العلوم فيها إلى القلب كنسبة المرئي إلى البصر، وهذه هي الخصِّيصة التي اختصَّ بها الصَّحابة عن سائر الأمَّة، وهي أعلى درجات العلماء.

## أقسام الحكمة
تنقسم الحِكْمَة من حيث الأصل إلى قسمين:
- حِكْمَة فطريَّة: يؤتيها الله عز وجل من يشاء، ويتفضَّل بها على من يريد، وهذه لا يد للعبد فيها، وهي التي عناها عمر بن الخطاب  حينما كتب إلى أبي موسى الأشعري: (إنَّ الحِكْمَة ليست عن كِبَر السِّن، ولكنَّه عطاء الله يعطيه من يشاء، فإيَّاك ودناءة الأمور، ومُرَّاق الأخلاق).
- حِكْمَةٌ مكتسبةٌ: يكتسبها العبد بفعل أسبابها، وترك موانعها، فيسهل انقيادها له، وتجري على ألفاظه التي ينطق بها، وتكتسي بها أعماله التي يفعلها، ويشهدها النَّاس على حركاته وسكناته.
- ومن طرق اكتسابها:

1- كثرة التَّجارب، والاستفادة من مدرسة الحياة؛ فــ(من مشارب الحِكْمَة: الاستفادة من العمر والتَّجارب، بالاعتبار، وأخذ الحَيْطة لأمر الدِّين والدُّنيا، ففي الحديث: «لا يُلدغ المؤمن من جحر مرَّتين». وكثرة التَّجارب هي التي تُكْسِب صاحبها الحلم والحِكْمَة).
2- مجالسة أهل الصَّلاح، والاختلاط بهم، والاستفادة منهم؛ لذا كان لُقْمان يقول لابنه وهو يوصيه ويدُلُّه على طريق الحِكْمَة: (يا بُنَيَّ، جالس العلماء وزاحمهم بركبتيك؛ فإنَّ الله يحيي القلوب بنور الحِكْمَة، كما يحيي الأرض الميِّتة بوابل السَّماء).
3- العبادة الحقَّة لله سبحانه، والارتباط الوثيق به، والبعد عن المعاصي، وطرد الهوى، كلُّ ذلك من طُرُق نَيْل الحِكْمَة؛ فعن الحسن، قال: (من أحسن عبادة الله في شبيبته، لقَّاه الله الحِكْمَة عند كِبَر سنِّه، وذلك قوله: وَلَمَّا بَلَغَ أَشُدَّهُ وَاسْتَوَى آتَيْنَاهُ حُكْمًا وَعِلْمًا وَكَذَلِكَ نَجْزِي الْمُحْسِنِينَ [القصص: 14]). وقال ابن الجوزي: (لكلِّ باب مفتاح، ومفتاح الحِكْمَة: طرد الهوى).
4- تحرِّي الحلال في مأكله ومشربه وملبسه وشأنه كلِّه سبب في نَيْل الحِكْمَة، والوصول إلى مصافِّ الحكماء.
5- التَّفقه في الدِّين، وهو من الخير الكثير الذي أشارت إليه الآية: قال تعالى: ﴿يُؤتِي الْحِكْمَةَ مَن يَشَاء وَمَن يُؤْتَ الْحِكْمَةَ فَقَدْ أُوتِيَ خَيْرًا كَثِيرًا وَمَا يَذَّكَّرُ إِلاَّ أُوْلُواْ الأَلْبَابِ﴾ [البقرة: 269])
6- استشارة ذوي الخبرة والتَّجربة من الصَّالحين؛ ليزداد بصيرة بالعواقب.
7- التَّحلِّي بالصَّمت عمَّا لا فائدة فيه، طريق إلى اكتسابها، فالحَكِيم يُعرف بالصَّمت وقلَّة الكلام، وإذا تكلَّم تكلَّم بالحقِّ، وإن تلفَّظ تلفَّظ بخير، أو سكت، ففي الصَّحيحين عن أبي هريرة  أنَّ النَّبي ﷺ قال: ﴿من كان يؤمن بالله واليوم الآخر، فليقل خيرًا، أو ليصمت﴾.
وقد قال وهب بن منبه: «أجمعت الأطباء على أنَّ رأس الطبِّ: الحِمْيَة، وأجمعت الحُكَماء على أنَّ رأس الحِكْمَة: الصَّمت».
وقال عمر بن عبد العزيز: «إذا رأيتم الرَّجل يطيل الصَّمت، ويهرب من النَّاس، فاقتربوا منه فإنه يُلقَّى الحِكْمَة». وقيل: «زَيْن المرأة الحياء، وزَيْن الحكيم الصمت».
8- ومن طرق اكتسابها أيضًا ما ذكره لقمان الحكيم عندما سئل: أنَّى أُوتي الحِكْمَة؟ قال: «بشيئين: لا أتكلَّف ما كُفِيت، ولا أضيِّع ما كُلِّفت».

## قالوا عن الحكمة
الحكمة هي عصارة التجارب الحياتية وافراز للحوادث والنوازل وإلهام بعد تفكير وتدبر للامور.والحكمة هي نتيجة قناعة راسخة.
والحكمة نظر في المآل واستخلاص للعاقبة بعد استشراف للمستقبل ومعرفة للمقصد.
- قال أبو بكر بن دريد: «كلُّ كلمة وعظتك وزجرتك، أو دعتك إلى مكرمة، أو نهتك عن قبيح، فهي حِكْمَة».[17]
- قال وهيب بن الورد: «بلغنا أنَّ الحِكْمَة عشرة أجزاء: تسعة منها في الصَّمت، والعاشرة في عزلة النَّاس».[18]
- وقال أبان بن سليم: «كلمة حِكْمَة لك من أخيك، خير لك من مال يعطيك؛ لأنَّ المال يطغيك، والكلمة تهديك».[19]
- قال أيوب: «وأما الحكمة فأين توجد؟ والفطنة أين مقرها؟ لا يعرف الإنسان قيمتها».
- قال علي بن أبي طالب: «إن الحكمة هي ضالة المؤمن، فخذوا الحكمة ولو من أهل النفاق».
- وقال ابن عباس : «كونوا ربَّانيِّين حُكَماء فقهاء».[20]
- بالحكمة نطق سلمان الفارسي حين قال:«ثلاث أفزعتنى وأضحكتنى:مؤمل الدنيا والموت يطلبه، وغافل وليس يغفل عنه، وضاحك ملء فيه ولا يدري أساخط ربه».
- وقال مالك بن دينار: «قرأت في بعض كتب الله: أنَّ الحِكْمَة تزيد الشَّريف شرفًا، وترفع المملوك حتى تُجْلِسه مجالس الملوك».[21]
- عن ابن عباس قال: ضمني رسول الله صلى الله عليه وسلم إلى صدره وقال: «اللهم علمه الحكمة» (رواه البخاري والترمذي وابن ماجه).
- وقال سليمان بن عبد الملك: «يا أبا حازم! من أعقل النَّاس؟ فقال أبو حازم: من تعلَّم الحِكْمَة وعلَّمها النَّاس».[22]
- وقال وهب بن منبه: «إنَّ الحِكْمَة تسكن القلب الوَادِع السَّاكن».[23]
- وعن ابن عيينة قال: «كان يقال: إنَّ أفضل ما أُعطي العبد في الدُّنيا الحِكْمَة، وفي الآخرة الرَّحمة».[22]
- وقال أحدهم: «الحِكْمَة تنزل من السَّماء، فلا تسكن قلبًا فيه أربعة: الركون إلى الدُّنيا، وهمُّ غدٍ، وحبُّ الفضول، وحسد أخٍ».[24]
- قال السيد المسيح: «إن الحكمة هي نور كل قلب».
- قال أرسطو: «الحكمة رأس العلوم والأدب والفن، هي تلقيح الأفهام ونتائج الأذهان».
- قال أفلاطون: «الفضائل الأربعة هي الحكمة، العدالة، الشجاعة، الاعتدال".وقال أيضا:"نحن مجانين إذا لم نستطع أن نفكر، ومتعصبون إذا لم نرد أن نفكر، وعبيد إذا لم نجرؤ أن نفكر».
- قال هيجل: «الحكمة هي أعلى المراتب التي يمكن أن يتوصل إليها الإنسان فبعد أن تكتمل المعرفة ويصل التاريخ إلى قمته تحصل الحكمة، وبالتالي فالحكيم أعلى شأنا من الفيلسوف، والحكمة هي المرحلة التالية والأخيرة بعد الفلسفة. إنها ذروة الذرى وغاية الغايات وهنيئا لمن يتوصل إلى الحكمة والرزانة».
- سئل سقراط: «لماذا اخترت أحكم حكماء اليونان؟"، فقال:"ربما لأنني الرجل الوحيد الذي يعترف أنه لا يعرف».